# Balao (canton)
Balao est un canton d'Équateur situé dans la province de Guayas.